# دریاچه میرور
دریاچهٔ میرور یک دریاچهٔ کوهستانی در شهرستان کلاکاماس در ایالت اورگن ایالات متحده است. این دریاچه در دامنهٔ «کوه تام دیک و هری»، در یک حوزهٔ طبیعی در بخش پایینی کوه قرار دارد. دریاچهٔ میرور حدوداً ۱۱٫۴ کیلومتر جنوب‌غربی کوه هود و ۳٫۱ کیلومتر غرب گاورنمنت کمپ در جنگل ملی کوه هود واقع شده است.
این دریاچه یکی از محبوب‌ترین مسیرهای پیاده‌روی روزانه در منطقه کوه هود و یکی از مقصدهای محبوب برای اسکی نوردیک است. این مسیر با افزایش ارتفاع تا ۴۰۰ فوت (۱۲۲ متر) در طول ۱٫۹ مایل (۳ کیلومتر) به عنوان یک مسیر پیاده‌روی آسان شناخته می‌شود.